# Jack Lord
John Joseph Patrick Ryan (30. prosince 1920 – 21. ledna 1998), více znám pod uměleckým jménem Jack Lord, byl americký filmový a seriálový herec a producent. Nejvíce se proslavil ve filmu Dr. No z roku 1962, kde hrál agenta CIA Felixe Leitera.